# Targa Florio 1912

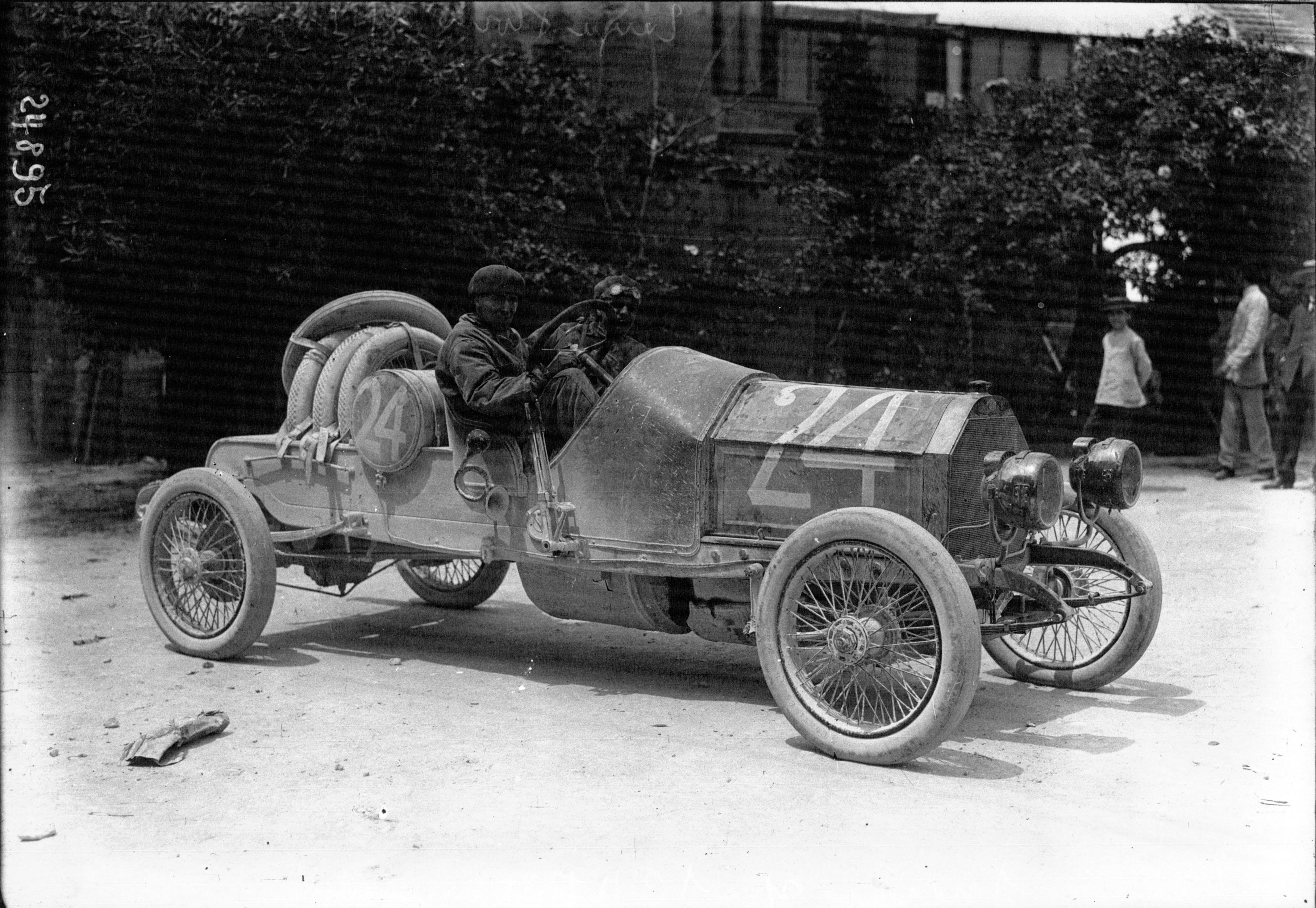
Rennsieger Cyril Snipe im Scat 25/35 HP/4.7

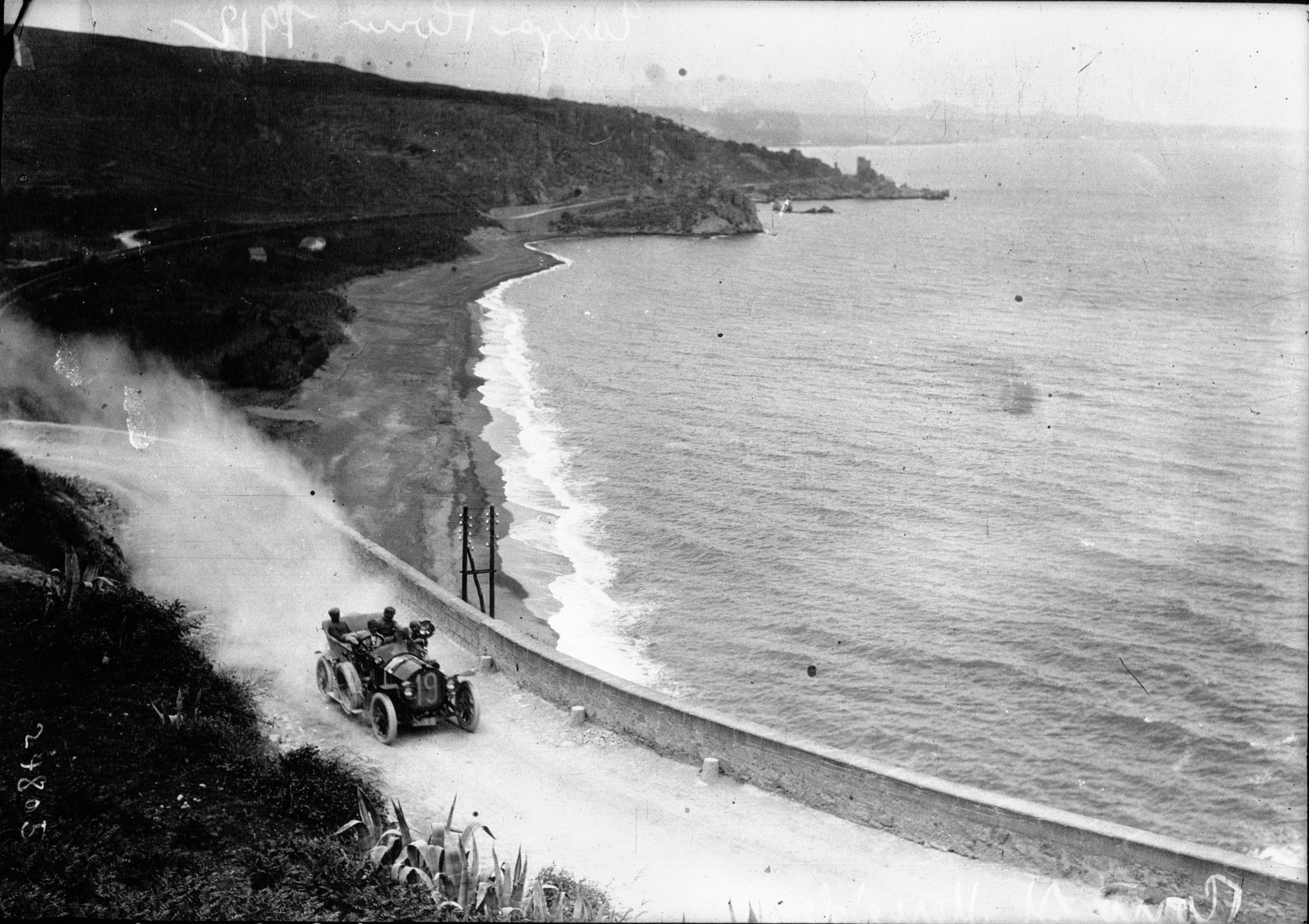
Vincenzo Florio in seinem Mercedes 60 HP

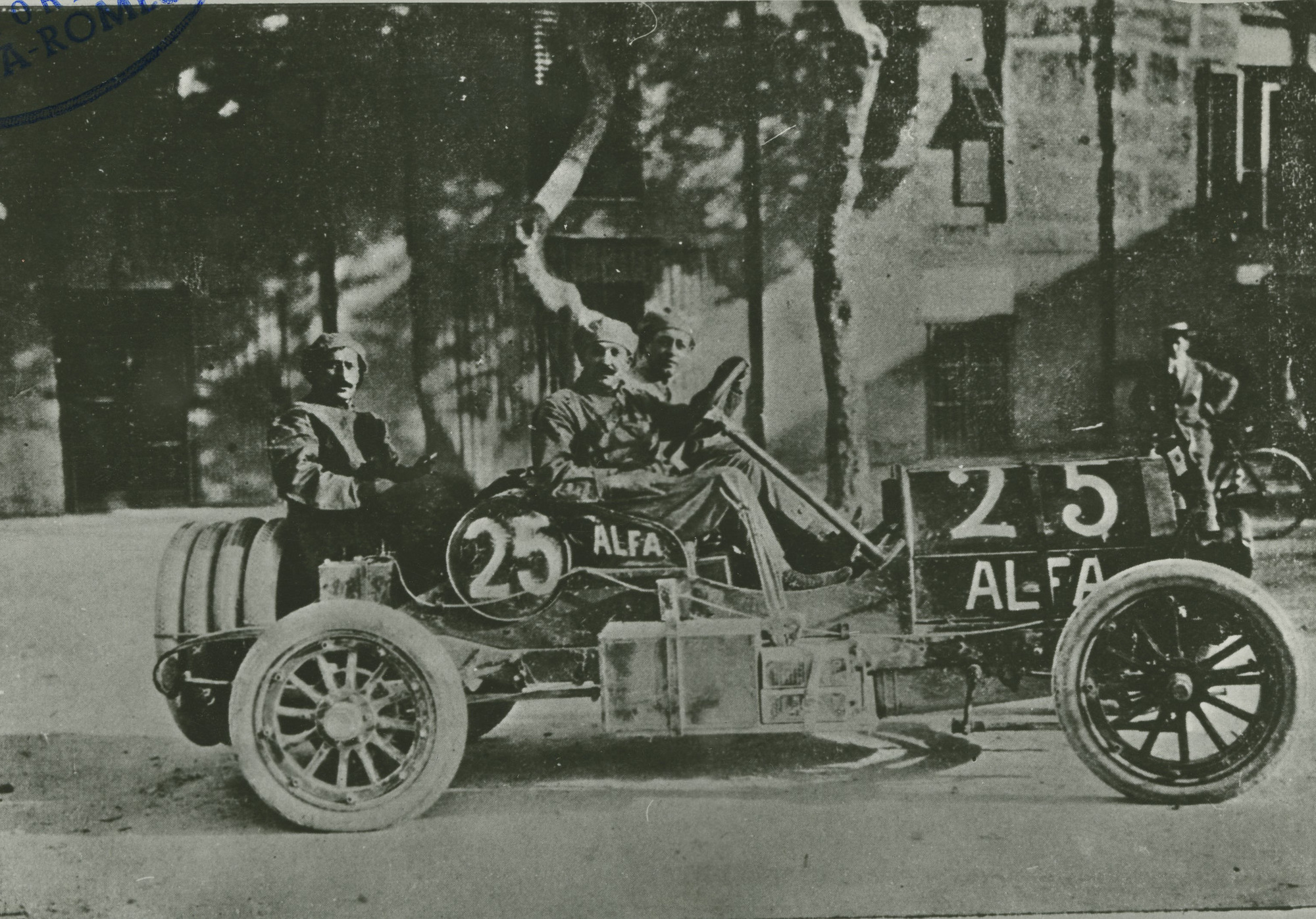
Der Alfa 24 HP/4.1 von Giuseppe Baldoni

Die siebte Targa Florio, auch VII Targa Florio, war ein Straßenrennen auf Sizilien und fand am 15. und 16. Mai 1912 statt. Gleichzeitig war das Rennen der erste Giro di Sicilia, auch 1° Giro di Sicilia.

## Die Targa Florio und der Giro di Sicilia
Nachdem es bei den Targa-Florio-Rennen nach 1907 kein nennenswertes Interesse von Herstellern und Fahrern an der Veranstaltung gab, strebte Vincenzo Florio, der Gründer der Targa Florio und Vorsitzende des Organisationskomitees, eine Veränderung an. Eine der im Komitee besprochenen Ideen wurden 1912 umgesetzt. Aus dem Rundenstrecken-Straßenrennen über drei Runden auf dem Grande circuito delle Madonie wurde ein Rennen rund um Sizilien. Die Strecke führte über 979 Kilometer im Uhrzeigersinn immer der Küste entlang von Palermo zurück nach Palermo. Eine Streckenlänge von fast 1000 Kilometer war für Straßenrennen dieser Epoche des Motorsports eine enorme Distanz. Erst die 1927 erstmals ausgetragene Mille Miglia, die auch auf öffentlichen Straßen gefahren wurde, hatte eine längere Wegstrecke.
Der Giro di Sicilia, die Tour durch Sizilien, war zunächst ein Rennen innerhalb der Targa Florio und entwickelte sich ab den 1920er-Jahren zu einer eigenständigen Rennveranstaltung.

## Das Rennen

### Die Route
Palermo – Ficarazzi – Bagheria – Santa Flavia – Trabia – Termini Imerese – Cerda – Campofelice di Fitalia – Cefalù – Santo Stefano di Camastra – Sant’Agata di Militello – Capo d’Orlando – Brolo – Gioiosa Marea – Patti – Barcellona Pozzo di Gotto – Merì – Spadafora – Messina – Scaletta Zanclea – Santa Teresa di Riva – Giardini-Naxos – Giarre – Acireale – Catania – Lentini – Syrakus – Avola – Noto – Rosolini – Ispica – Modica – Ragusa – Comiso – Vittoria – Gela – Licata – Palma di Montechiaro – Agrigent – Porto Empedocle – Siculiana – Montallegro – Ribera – Sciacca – Menfi – Castelvetrano – Campobello di Mazara – Mazara del Vallo – Marsala – Paceco – Trapani – Salemi – Calatafimi Segesta – Alcamo – Partinico – Terrasini – Capaci – Sferracavallo – Mondello – Palermo

### Teams, Hersteller und Fahrer
Zum ersten Mal seit 1909 meldete die Rennabteilung von Fiat Werkswagen bei der Targa Florio. Die beiden unterschiedlich motorisierten Rennwagen wurden von Giuseppe Giordano und Costantino Trombetta gefahren. Zum zweiten Mal am Start war die Società Anonima Lombarda Fabbrica Automobili mit dem A.L.F.A. 24 HP, diesmal gefahren von Giuseppe Baldoni. Drei Werkswagen brachte die Società Ceirano Automobili Torino nach Sizilien. Für das Unternehmen gingen Vorjahressieger Ernesto Ceirano und Claudio Sandonnino ins Rennen. Den dritten Wagen steuerte der Brite Cyril Snipe. Es war ein Scat 25/35 HP/4.7, den die in Manchester ansässigen Kfz-Händler John Newton und R. O. Harper gemeldet hatten; vorbereitet und während es Rennens betreut wurde er von deren Mechanikern.
Vincenzo Florio nahm selbst am Rennen teil und fuhr seinen privaten Mercedes 60 HP. Die restlichen Starter waren wie in den vergangenen Jahren vermögende Herrenfahrer.

### Der Rennverlauf
Das Rennen dauerte zwei Tage, da die schnellsten Piloten mindestens 24 Stunden benötigten, um die größte Mittelmeerinsel einmal zu umrunden. Bei dieser langen Fahrzeit übergaben viele Fahrer das Steuer ihrer Fahrzeuge an die wie üblich mitfahrenden Mechaniker. So fuhr Beifahrer Ernesto Guglielminetti mehrere Stunden in Folge den zweitplatzierten Lancia von Agostino Garetto. Mit Cyril Snipe, der mit einer Zeit von 23:37:19,8 Stunden knapp unter der 24-Stunde-Marke blieb, gab es den ersten nichtitalienischen Sieger in der Geschichte der Targa Florio. Von den 26 Startern kamen fünfzehn Fahrzeuge ins Ziel. Am längsten unterwegs war Sergio Primavesi in seinem Eigenbau, der 39:24:00,0 Stunden für die Umrundung benötigte.
Der Mercedes 60 HP von Vincenzo Florio verunglückte in der Nähe von Messina, als Beifahrer Guido Airoldi am Steuer saß. Der auf dem Rücksitz mitfahrende Journalist Nino Sofia verletzte sich dabei.

## Ergebnisse

### Schlussklassement
| 1           |  | 24 | Newton & Harper                              | Cyril Snipe          | Scat 25/35 HP/4.7            | 23:37:19,800 |
| 2           |  | 18 | Garetto e Guglielminetti                     | Agostino Garetto     | Lancia                       | 25:07:38,600 |
| 3           |  | 14 | Fabbrica Italiana Automobili Torino          | Giuseppe Giordano    | Fiat 30/40 HP/5.7            | 25:41:04,600 |
| 4           |  | 5  |                                              | Júlio de Moraes      | Deutz                        | 25:52:08,600 |
| 5           |  | 10 | Luigi Lopez                                  | Luigi Lopez          | Fiat 30/40 HP/5.7            | 26:56:37,200 |
| 6           |  | 11 | Antonio Fracassi                             | Antonio Fracassi     | Ford T/2.9                   | 27:12:43,000 |
| 7           |  | 7  | Norman Olsen                                 | Norman Olsen         | Lancia                       | 27:24:26,400 |
| 8           |  | 22 | Fabbrica Italiana Automobili Torino          | Costantino Trombetta | Fiat 20/30 HP/4.4            | 29:45:20,000 |
| 9           |  | 12 | Paolo Arnone                                 | Paolo Arnone         | Isotta Fraschini             | 30:39:14,400 |
| 10          |  | 8  | Giuseppe Cravero                             | Giuseppe Cravero     | Beccaria-Florio 18/22 HP/3.0 | 30:41:39,200 |
| 11          |  | 4  |                                              | Luca De Prosperis    | Sigma Knight/2.6             | 31:42:51,400 |
| 12          |  | 21 | Enrico Losa                                  | Enrico Losa          | Nazzaro Tipo 2/4.4           | 32:16:26,600 |
| 13          |  | 17 |                                              | Lombardo             | Overland                     | 33:09:33,000 |
| 14          |  | 1  | Riccardo Conti                               | Riccardo Conti       | Isotta Fraschini             | 33:32:07,800 |
| 15          |  | 15 | Sergio Primavesi                             | Sergio Primavesi     | Primavesi                    | 39:24:00,000 |
| Ausgefallen |  |    |                                              |                      |                              |              |
| 16          |  | 16 |                                              | Berra                | De Dion-Bouton               |              |
| 17          |  | 16 |                                              | Sordi                | Florentina                   |              |
| 18          |  | 3  |                                              | Zavagno              | Fiat                         |              |
| 19          |  | 6  | Gaetano Vannucci                             | Gaetano Vannucci     | Itala                        |              |
| 20          |  | 9  |                                              | De Matteo            | Isotta Fraschini             |              |
| 21          |  | 19 | Vincenzo Florio                              | Vincenzo Florio      | Mercedes 60 HP               |              |
| 22          |  | 13 | Società Ceirano Automobili Torino            | Claudio Sandonnino   | Scat 25/35 HP/4.7            |              |
| 23          |  | 2  | Società Ceirano Automobili Torino            | Ernesto Ceirano      | Scat 25/35 HP/4.7            |              |
| 24          |  | 20 |                                              | Carreca              | Metz 22 HP                   |              |
| 25          |  | 26 | Lo Faso                                      | Lo Faso              | Fiat                         |              |
| 26          |  | 25 | Società Anonima Lombarda Fabbrica Automobili | Giuseppe Baldoni     | Alfa 24 HP/4.1               |              |

### Nur in der Meldeliste
Zu diesem Rennen sind keine weiteren Meldungen bekannt.

### Klassensieger
Zu diesem Rennen sind keine Klassensieger bekannt.

### Renndaten
- Gemeldet: 26
- Gestartet: 26
- Gewertet: 15
- Rennklassen: keine
- Zuschauer: unbekannt
- Wetter am Renntag: trocken und heiß
- Streckenlänge: 979,000 km
- Fahrzeit des Siegerteams: 23:37:19,800 Stunden
- Gesamtrunden des Siegerteams: 1
- Gesamtdistanz des Siegerteams: 979,000 km
- Siegerschnitt: 41,444 km/h
- Schnellste Trainingszeit: keine
- Schnellste Rennrunde: keine
- Rennserie: zählte zu keiner Rennserie